# Städare

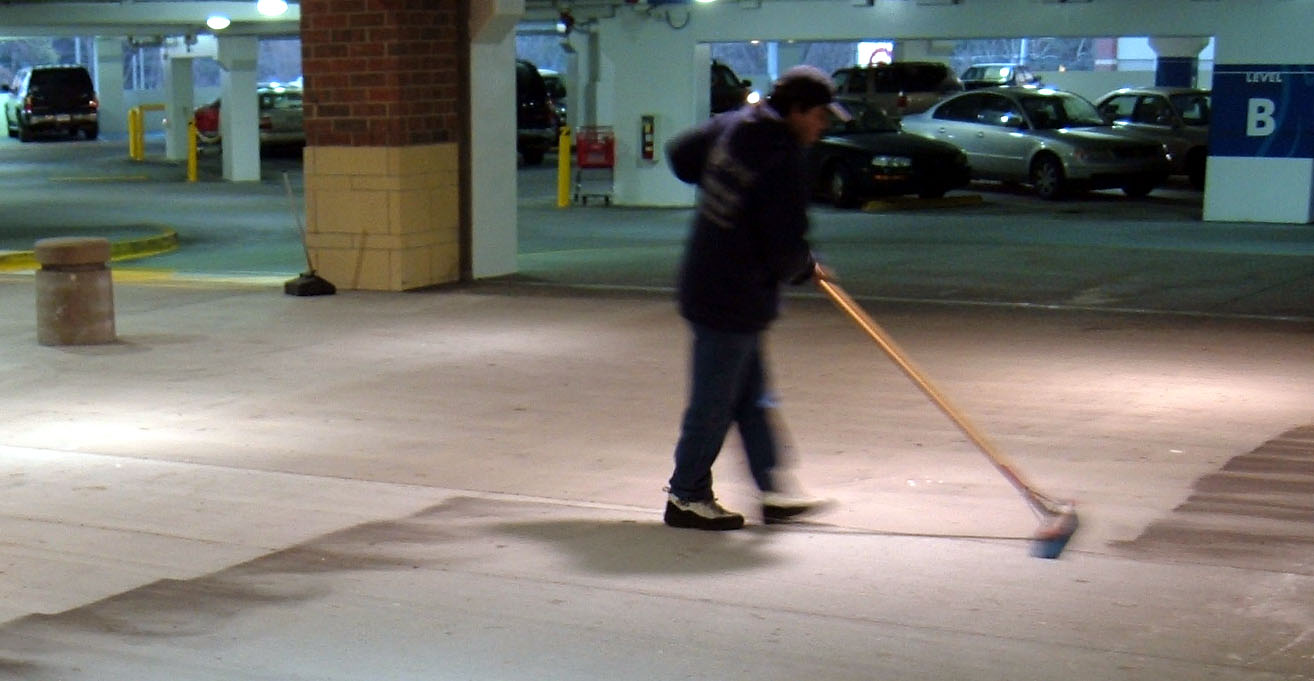
Städare i parkeringshus. Atlanta.

Städare, eller kvinnligt städerska, är en person vars huvudsakliga arbetsuppgift är att städa. I Sverige används formellt ofta termen lokalvårdare, men termen städare används ofta informellt och särskilt i finlandssvenskan formellt. Städare är ett traditionellt kvinnoyrke, men på senare tid har fler män börjat arbeta som städare. Ordet lokalvårdare förekommer i svenska media för första gången 1966.
Städare kan vara anställda av städföretag eller direkt av uppdragsgivaren. Yrkesmässig städning utförs på arbetsplatser och i offentliga miljöer, men även i privathem. Att arbeta som städerska kan vara ett första insteg på arbetsmarknaden, som leder vidare till andra arbetsuppgifter.
Exempel på olika sorters städning:
- Flyttstädning
- Grundstädning eller ”första gångs”-städning
- Kontinuerligt återkommande städning
- Byggstädning
- Specialstädning (till exempel väggtvätt eller fönsterputs)

Städning är den vanligaste formen av husarbete, som berättigar till så kallat RUT-avdrag. Skatteavdraget fungerar så att kunden betalar hälften av arbetskostnaden till städföretaget som utför arbetet.  Efter avslutat arbete får städföretaget resten av arbetskostnaden från Skatteverket.
I samband med införandet av skattereformen RUT-avdrag för hushållsnära tjänster har även en bransch som förmedlar tjänster, som exempelvis städning, mellan leverantörer och privatkunder etablerats på den svenska marknaden.
Enligt en undersökning publicerad i tidningen Du & jobbet är lokalvårdare ett av de yrken som har högst antal sjukpenningdagar. Undersökningen finns omskriven i en artikel på metro.se.

## Städutbildningar i Sverige
CLV+ (Certifierad Lokalvårdare) är ett yrkesbevis som visar att en lokalvårdare uppfyller vissa kunskapskrav inom lokalvård. Ren Kunskap fick 4 miljoner kronor av EU 2009 för att höja statusen och standarden på de som arbetar med lokalvård.
PRYL (Projekt Yrkesbevis Lokalvårdare) är ett yrkesbevis som används i vissa sammanhang, vilket visar att en lokalvårdare uppfyller vissa kunskapskrav inom lokalvård samt att han eller hon arbetar aktivt som lokalvårdare.
Båda utbildningar möter samma kravspecifikation.
Servicebranschens Yrkesnämnd (SRY) står tillsammans med Nordiskt Valideringsforum AB bakom SRY:s nationella kompetensstandarder och yrkesbevis för Städservice och Hemservice och kompetensbevis SRY städ bas för städare inom städ- och servicebranschen. Yrkesbeviset visa på att individen har både praktisk och teoretisk kunskap kring hur städarbetet skall utföras på ett professionellt sätt utifrån de krav som branschen ställer nationellt.

## Kända städare
- Maja Ekelöf